# Never Again (filme de 1916)
Never Again é um curta-metragem mudo norte-americano de 1916, do gênero comédia, com o ator cômico Oliver Hardy.

## Elenco
- Oliver Hardy - Plump (como Babe Hardy)
- Billy Ruge - Runt
- Bert Tracy - Pop Dale
- Helen Gilmore - Sra. Dale
- Florence McLaughlin - (como Florence McLoughlin)
- Ray Godfrey